# Zalman Shoval

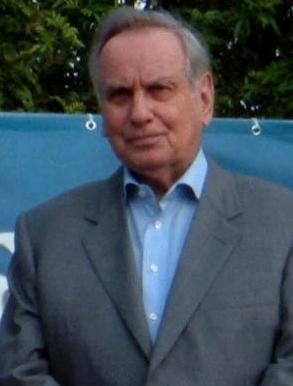
Zalman Shoval (2008)

Zalman Shoval (hebräisch זלמן שובל‎, * 28. April 1930 in der Freien Stadt Danzig) ist ein israelischer Diplomat und ehemaliger Politiker.
Shoval wurde 1930 in der Freien Stadt Danzig geboren. Im Jahr 1938 emigrierte die Familie in das britische Mandatsgebiet Palästina. Nach dem Besuch einer High School in Tel Aviv studierte Shoval an der University of California, Berkeley und erhielt dort einen Bachelor of Arts (B.A.). Seinen Master of Arts (M.A.) erhielt er am Institute of International Studies der Universität Genf. Dort erwarb Shoval später auch seinen PhD.
Zwischen 1955 und 1957 arbeitete Shoval im Außenministerium, verließ es jedoch, um im Banken- und Finanzwesen tätig zu werden. Unter anderem war er zweimal Vorsitzender des Bankers Association Council.
Shoval war in den 1950er Jahren Mitglied der Mapai. 1965 schloss er sich David Ben Gurion an, als dieser die Mapai verließ und die Rafi-Partei gründete. Als diese 1968 in der Awoda aufging, folgte er Ben Gurion 1969 in die von ihm gegründete Nationale Liste. Nachdem Ben Gurion von seinem Mandat in der Knesset zurückgetreten war, rückte Shoval für ihn nach. Die Nationale Liste ging schließlich im Likud auf, und so saß Shoval ab 1973 für diese Partei in der Knesset.
Im Januar 1981 verließ Shoval den Likud, zusammen mit den Likud-Abgeordneten Jigal Hurwitz und Jitzchak Peretz, und gründete mit Mosche Dajan die Partei Telem. Da jedoch Telem bei den Knessetwahlen 1981 nur zwei Mandate gewann, verlor Shoval seinen Sitz im Parlament.
Im Jahr 1984 gründeten Hurvitz und Shoval Ometz. Zwei Jahre später ging Ometz im Likud auf. 1988 wurde Shoval schließlich erneut in die Knesset gewählt. Im Oktober 1990 legte Shoval sein Mandat nieder, um israelischer Botschafter in den Vereinigten Staaten zu werden. Dieses Amt bekleidete er bis 1993 sowie erneut von 1998 bis 2000.